# 尤辛貝利 (阿拉斯加州)
尤辛貝利（英語：Usibelli）是位於美國阿拉斯加州迪納利自治市鎮的一個非建制地區。該地的面積和人口皆未知。

## 地理
尤辛貝利的座標為63°51′41″N 148°46′49″W / 63.86139°N 148.78028°W，而該地的平均海拔高度為504米（即1654英尺）。